# Ликинг (Мисури)
Ликинг (енгл. Licking) град је у америчкој савезној држави Мисури.

## Демографија
По попису из 2010. године број становника је 3.124, што је 1.653 (112,4%) становника више него 2000. године.
| Група             | 2000.         | 2010.         |
| Белци             | 1.412 (96,0%) | 2.220 (71,1%) |
| Афроамериканци    | 0 (0,0%)      | 801 (25,6%)   |
| Азијати           | 1 (0,1%)      | 6 (0,2%)      |
| Хиспаноамериканци | 25 (1,7%)     | 69 (2,2%)     |
| Укупно            | 1.471         | 3.124         |